# Верба мирзинолиста
Верба мирзинолиста, верба чорнувата (Salix myrsinifolia) — вид чагарникових рослин родини вербові (Salicaceae), поширений у Європі й західному Сибіру. Латинський епітет означає «листя як у Myrsine».

## Опис
Це кущ або невелике дерево, 2–5 м. Гілки темно-червоно-коричневі або сіро-коричневі, голі або волохаті, гілочки червонувато-коричневі, від помірно до густо запушених. Листя чергове, коротко черешкове. Прилистки великі, від яйцюватих до ниркоподібних, поля дрібно залозисто-зазубрені. Листові пластини 4–8 см завдовжки, від еліптичних до яйцюватих або довгастих, неглибоко зубчасті, майже голі, рідко волохаті, коли молоді, зелені й блискучі вище, тьмяні нижче. Бруньки з тупою вершиною, волохаті. Чоловічі й жіночі квіти на окремих рослинах. Суцвіття — сережки на короткому дрібнолистому стеблі. Тичинкові сережки густо квіткові, огрядні або майже кулясті, 17–35 мм. Тичинкові квітки: адаксіальні нектарники 0.5–0.7 мм; пиляки фіолетові й жовтіють, 0.5–0.8 мм. Маточкові сережки густо квіткові, огрядні, 9–11(30) (до 80 в плодах) мм. Маточкові квіти: адаксіальні нектарники яйцеподібні, квадратні або колбовиді 0.4–0.6(1) мм. Лусочки сережок вузько еліптичні, волохаті, з темними кінчиками. Плоди — тонкі, голі капсули, 6–10 мм. Запилюється комахами.

## Поширення
Євразія (Білорусь, Естонія, Латвія, Литва, Росії [Західний Сибір, європейська частина], Україна, Австрія, Чехія, Німеччина, Польща, Словаччина, Швейцарія, Фінляндія, Норвегія, Швеція, Велика Британія, Боснія і Герцеговина, Болгарія, Хорватія, Італія, Словенія, Франція). Інтродукований в Онтаріо, Канада, натуралізований в Ісландії. Населяє береги, ялинові болота, мокрі канави, околиці полів і пасовищ.
В Україні зростає в заростях чагарників, на лісових галявинах, переважно на торф'янистому ґрунті — рідко в північних районах Полісся і Розточчя (до околиць Львова). Вид дуже рідкісний у Житомирській області, регіонально-рідкісний у Львівської області, підлягає особливій охороні в Сумській області та регіонально рідкісна рослина Чернігівської області.

## Галерея

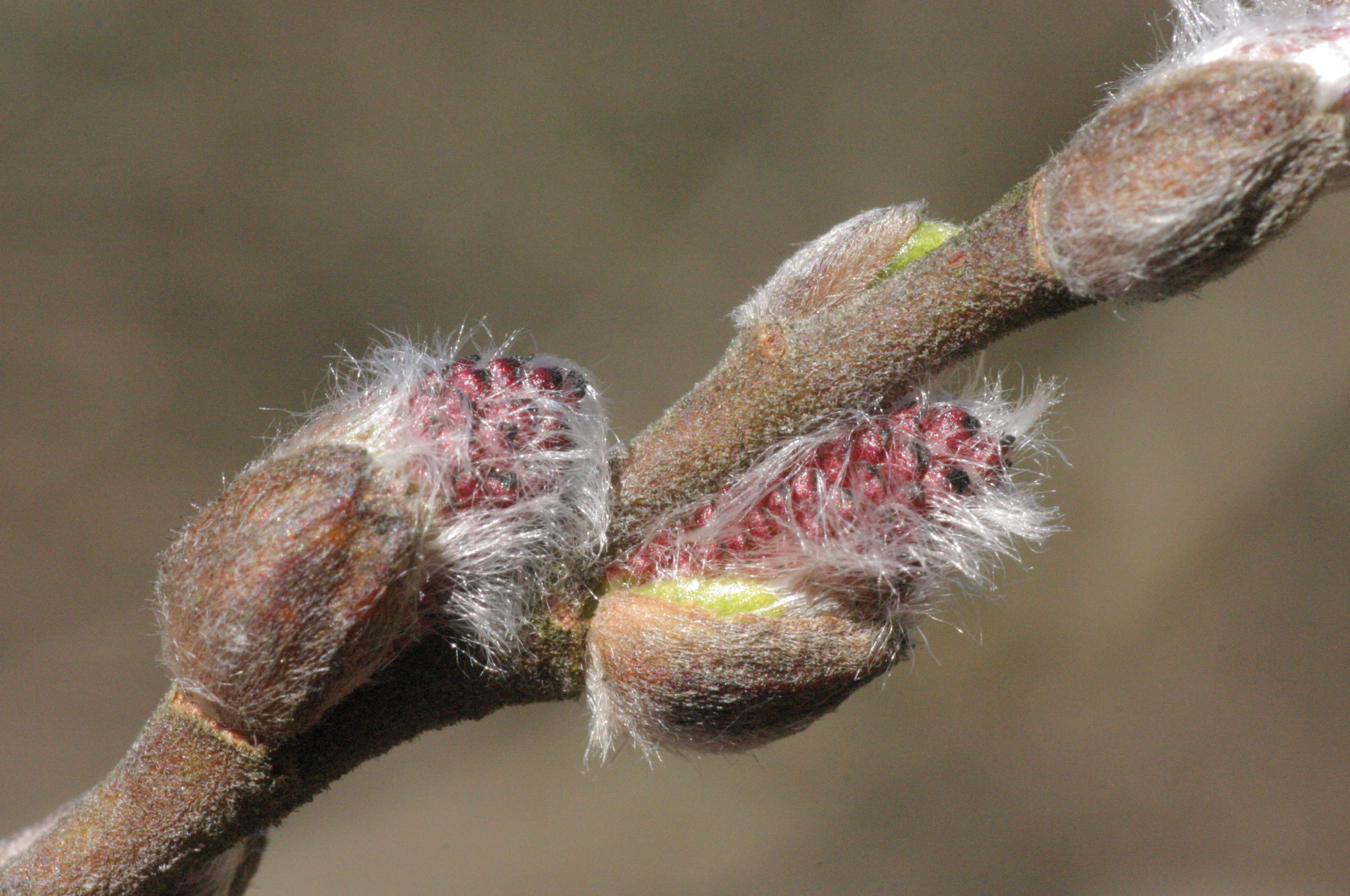
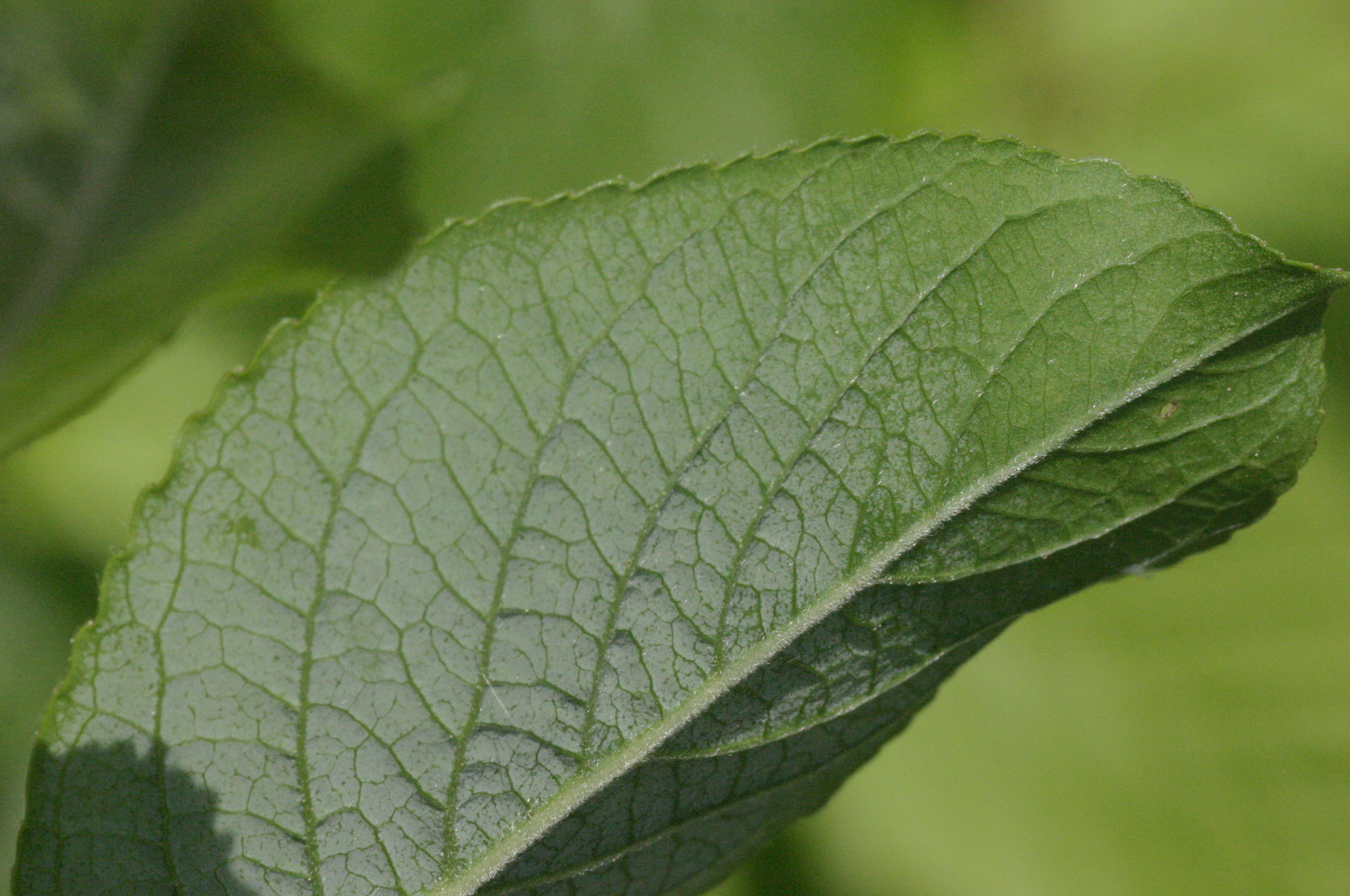
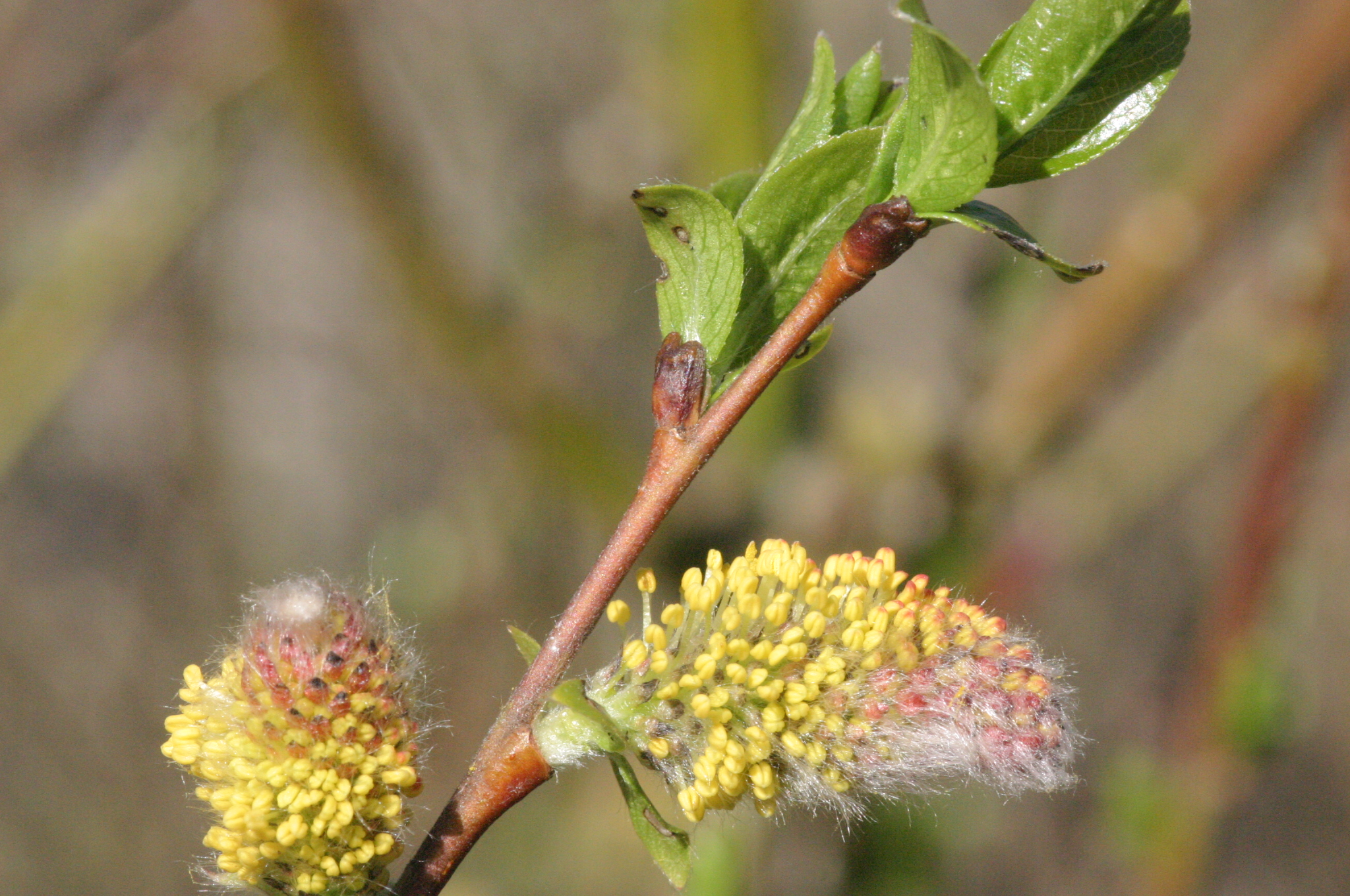
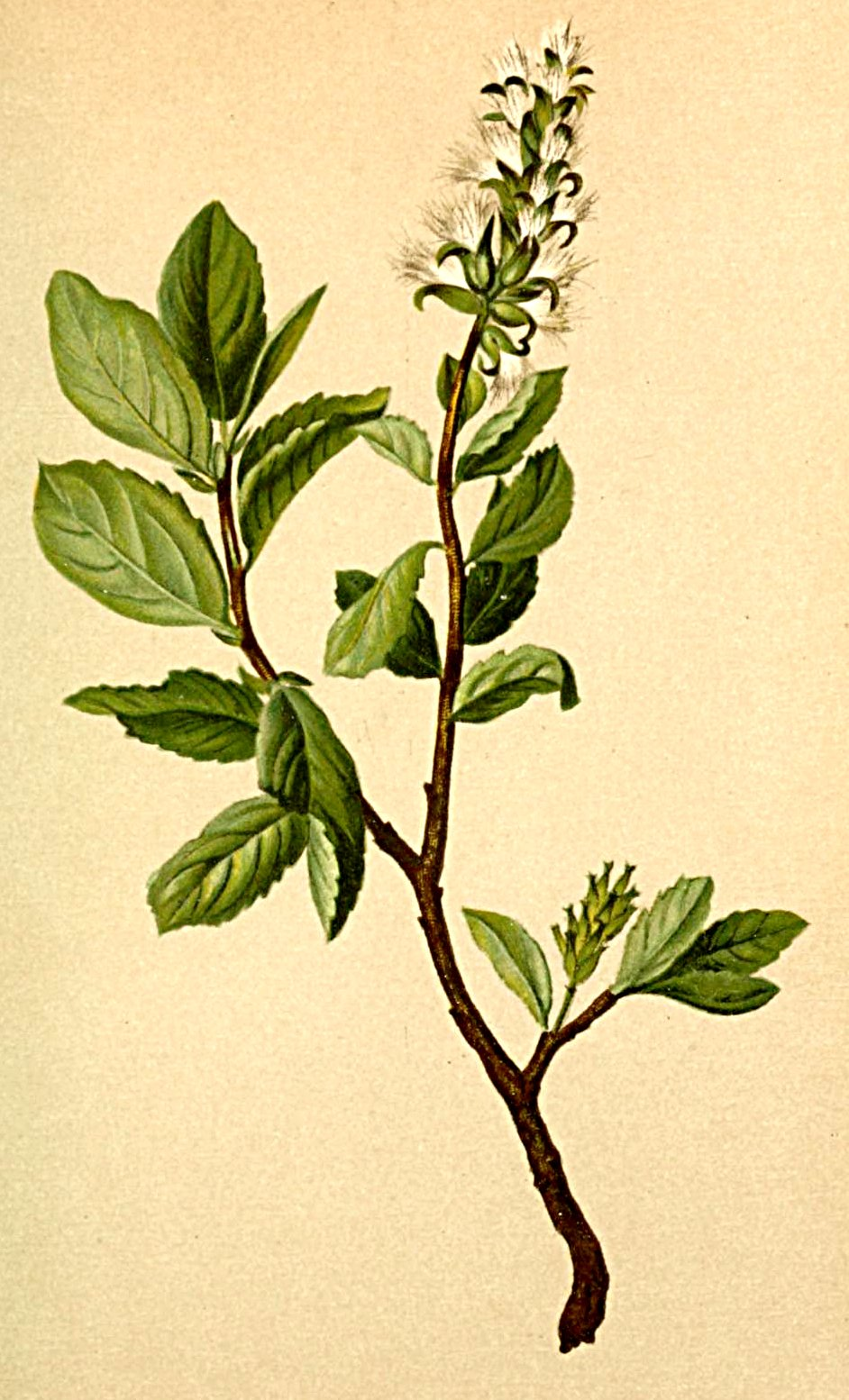